# Arachis
Arachis es un género de cerca de 70 especies de fanerógamas anuales o perennes de la familia de las leguminosas (Fabaceae), nativas de Sudamérica. Al menos una especie, el maní o cacahuete (Arachis hypogaea), es la especie cultivada de mayor importancia global; se cultiva por las semillas, comestibles después de tostadas, y por el aceite, que contienen en gran cantidad y se destina a uso industrial y a la cocina. El desperdicio o bagazo que queda después de la extracción del aceite se usa como alimento de los animales.
El Cacahuete no es tan significante para la alimentación humana, como lo son algunas de las otras leguminosas de grano principales; pero en algunas áreas de África y Asia, el Cacahuete constituye una parte importante de la dieta.
Algunas de las otras especies se cultivan en pequeñas extensiones en Sudamérica.
Las especies de Arachis, incluyendo al maní, son comidas por algunas especies de lepidópteros incluyendo a Ochropleura plecta, Discestra trifolii y Agrotis segetum.

## Descripción
Las especies de Arachis pueden ser anuales o perennes, son herbáceas, con pivote grueso o rizomas viajeros.

### Hojas
Hojas paripinadas biyugas, rara vez trifoliadas, inflorescencias axilares sésiles en forma de espiguillas bracteadas 1-4 floras; flores hermafroditas.

### Tallo
Tallo principal ortótropo, los laterales, que aparecen ya en las cosas esas

### Flor
Cáliz campanulado, profundamente bilabiado; corola amarillo dorada con quilla aguda; tubo estaminal cerrado, anteras 8-10 (una o dos atrofiadas), dimorfas; ovario en el fondo del tubo receptacular, estilo largo y fino, pubescente cerca del estigma; receptáculo floral tubuloso, filiforme, de varios centímetros de longitud simulando un pedúnculo, pero caduco junto con la flor después de la antesis. El gineceo consta en cualquier caso de un solo carpelo, que al madurar se convierte en el fruto, seco o carnoso e indehiscente, con varias semillas o con una sola.
Los pétalos se diferencian en que el posterior es grande y erguido, y forma el estandarte que se solapa parcialmente sobre dos pétalos más pequeños llamados alas, los cuales yacen a cada lado de la quilla, que está formada por fusión de los pétalos anteriores. Dentro de la quilla están encerrados los estambres diadelfos.

### Fruto
Fruto hipogeo, que se desarrolla únicamente bajo tierra cuando ha sido llevado allí por el desarrollo postfloral de un pedúnculo (llamado ginecóforo o carpopodio), geotrópicamente positivo, engrosado, que lleva el diminuto ovario en su ápice y está provisto de pelos absorbentes en la parte enterrada. Pericarpio esponjoso y pajizo, reticulado, bivalvo, indehiscente; fruto  1-multiseminado, en las especies silvestres con 1-2 artejos, separados, cuando hay más de uno, por un istmo filiforme; en la especie cultivada vaina indehiscente con 1 a varias semillas no separadas por tabiques; semillas exalbuminadas ovales, muy oleaginosas, tegumento tenue, radícula recta.
Las semillas se diseminan de distinta manera; tienen los cotiledones ricos en proteínas o en almidón. Los granos de almidón observados al microscopio revelan forma ovoidal con hilo central ramificado.
Es único entre las leguminosas a causa de la asociación de tres caracteres: frutos subterráneos que se originan de flores aéreas con un hipanto tubular y cuyas características reproductivas son únicas porque la semilla se desarrolla bajo la superficie del suelo, distintos tipos de anteras en la misma flor y un delicado tegumento seminal.

### Biología reproductiva y potencial para recombinación genética
Este género ha evolucionado en algunos nichos ecológicos diferentes, incluyendo zonas semiáridas, pantanos de tierras bajas y muchos ambientes intermedios. Su biología floral presenta una flor papilionácea que generalmente se autopoliniza, pero puede presentarse polinización cruzada por acción de diversas especies de abejas. El fruto geocárpico de Arachis, que es inusual, aparta el género de la mayoría de los demás grupos taxonómicos y hace que la recuperación de las semillas sea más difícil. Se reconoce que hay variabilidad en las características reproductivas de este grupo taxonómico. Es factible la propagación vegetativa de varias especies, y esto ha resultado útil. La apomixis es la producción de semilla sin fertilización o, dicho de otra manera, la reproducción sin recombinación sexual; es una posible manera de reproducción para algunos tipos de Arachis en ciertas condiciones, pero la regla general para especies que producen semilla es la reproducción sexual; ésta permite la recombinación y, por lo tanto, el intercambio genético.

### Enfermedades y plagas
Las enfermedades y los insectos son limitaciones importantes para la producción de maní cultivado (Arachis hypogaea). Hay registros de ataques de las tres enfermedades de mayor incidencia económica en el maní cultivado a escala mundial en algunas especies de Arachis; éstas son dos manchas foliares (causadas por Cercospora arachidicola y Cercosporidium personatum) y la roya (Puccinia arachidis). Pero no existen casos documentados de enfermedades e insectos de importancia económica en especies de Arachis silvestre. Hay informes de que varias especies de Arachis confieren mayores niveles de resistencia a varias enfermedades e insectos que el maní cultivado.
Los hongos Fusarium (F. solani y F. oxysporum) también son patógenos importantes del maní, que causan pudriciones de las vainas en el trópico. El virus roseta del maní es quizás el problema más grave en África, al sur del Sahara, siendo el virus transmitido por áfidos. El hongo Aspergillus flavus ataca las semillas antes y después de la cosecha, causando considerables pérdidas. Estas pérdidas se hacen aún más graves debido a la producción de aflatoxinas, que son altamente tóxicas al ganado y a los humanos.

### Investigación futura
En un futuro cercano se deben considerar las siguientes áreas de investigación:
1. Estudiar y documentar las enfermedades de especies de Arachis.
2. Hacer un seguimiento a la enfermedad en parcelas de evaluación y en parcelas de producción de semilla.
3. Estandarizar métodos y coordinar esfuerzos.
Los objetivos de los programas de mejoramiento son el aumento del rendimiento y del contenido de aceite, resistencia a sequía a enfermedades e insectos.

## Distribución
El maní es originario de América del Sur, probablemente Brasil o Perú. De allí, fue llevado a otras áreas de América, África y Asia por los españoles y portugueses. La mayor parte se cultiva entre 40° N y S del Ecuador. Está especialmente adaptado a las regiones tropicales semiáridas.
El género está restringido naturalmente a Brasil (más de 60 especies silvestres), a Bolivia (15), a Paraguay (14), a Argentina (6) y a Uruguay (2). Cerca de 60 de las 80 especies que probablemente existen son endémicas de alguno de los países anteriores. 
La distribución geográfica de las poblaciones silvestres tiende a ser de pequeñas comunidades dispersas que no tienen casi ningún flujo de genes entre ellas.

## Taxonomía
Arachis hipogaea presenta una gran variación, visible en las características de la vaina y de la semilla; es poca, en cambio, la variación de sus estructuras subterráneas y de las características vegetativas de su parte aérea. Las especies silvestres, por su parte, presentan gran variación en todas las partes de la planta.
La asociación de características morfológicas y reproductivas ha permitido la agrupación taxonómica de las especies en secciones y series. Entre las características generalmente aceptadas como importantes para asignar una especie a las diferentes secciones están las siguientes: raíces axonomórficas o tuberosas, presencia o ausencia de estolones o rizomas, posición de vertical a horizontal de la "clavija" (desarrollo del tubo polínico) a medida que el ovario se introduce en el suelo, y detalles de la morfología floral como las diferentes marcas estándar. Dentro de las secciones un complemento cromosómico diploide o tetraploide, un ciclo de vida anual o perenne y el número de folíolos determinan la ubicación de la especie en una u otra serie.
La subdivisión taxonómica en secciones y series ha evolucionado por varias razones: 1) la observación atenta de las cada vez más numerosas accesiones y especies recolectadas, 2) la intensiva investigación citogenética de ese germoplasma, 3) el reconocimiento de que algunas secciones anteriormente establecidas contienen materiales divergentes, y 4) la solución esporádica de problemas tradicionales al interpretar circunscripciones específicas.

## Importancia biológica y económica
Las leguminosas tienen un valor biológico elevado y brindan grandes beneficios al ecosistema, son los tubérculos de las raíces, debidos a la presencia de la bacteria Rhizobiun leguminosarum, ya que fijan nitrógeno del aire y adicionan al suelo una materia orgánica de alto valor biológico; además, mejoran la estructura y reciclan nutrientes de capas profundas del suelo, sitios hasta los que las raíces de las gramíneas no llegan.
Por esta condición las leguminosas son un apreciado abono y muchas veces se utilizan como tal después de la recolección de los frutos.
La producción comercial se realiza a partir de semilla. Se necesita una buena distribución de la precipitación durante el ciclo de producción, pero es importante tener condiciones secas durante la cosecha.

## Taxonomía
El género fue descrito por Carlos Linneo y publicado en Species Plantarum 2: 741. 1753. La especie tipo es: Arachis hypogaea L. 

## Especies
- Arachis appressipila Krapov. & W.C.Greg.
- Arachis archeri Krapov. & W.C.Greg.
- Arachis batizocoi Krapov. & W.C.Greg.
- Arachis benensis Krapov., W.C.Greg. & C.E.Simpson
- Arachis benthamii Handro
- Arachis brevipetiolata Krapov. & W.C.Greg.
- Arachis burchellii Krapov. & W.C.Greg.
- Arachis burkartii Handro
- Arachis cardenasii Krapov. & W.C.Greg.
- Arachis chiquitana Krapov., W.C.Greg. & C.E.Simpson
- Arachis correntina (Burkart) Krapov. & W.C.Greg.
- Arachis cruziana Krapov., W.C.Greg. & C.E.Simpson
- Arachis cryptopotamica Krapov. & W.C.Greg.
- Arachis dardani Krapov. & W.C.Greg.
- Arachis decora Krapov., W.C.Greg. & Valls
- Arachis diogoi Hoehne
- Arachis douradiana Krapov. & W.C.Greg.
- Arachis duranensis Krapov. & W.C.Greg.
- Arachis giacomettii Krapov., W.C.Greg., Valls & C.E.Simpson
- Arachis glabrata Benth.
- Arachis glandulifera Stalker
- Arachis gracilis Krapov. & W.C.Greg.
- Arachis gregoryi C.E.Simpson, Krapov. & Valls
- Arachis guaranitica Chodat & Hassl.
- Arachis hassleri Krapov., Valls & C.E.Simpson
- Arachis hatschbachii Krapov. & W.C.Greg.
- Arachis helodes Mart. ex Krapov. & Rigoni
- Arachis hermannii Krapov. & W.C.Greg.
- Arachis herzogii Krapov., W.C.Greg. & C.E.Simpson
- Arachis hoehnei Krapov. & W.C.Greg.
- Arachis hypogaea L.
- Arachis inflata Seijo, Atahuachi, C.E.Simpson & Krapov.
- Arachis interrupta Valls & C.E.Simpson
- Arachis ipaensis Krapov. & W.C.Greg.
- Arachis jacobinensis Valls & C.E.Simpson
- Arachis kempff-mercadoi Krapov., W.C.Greg. & C.E.Simpson
- Arachis krapovickasii C.E.Simpson, D.E.Williams, Valls & I.G.Vargas
- Arachis kretschmeri Krapov. & W.C.Greg.
- Arachis kuhlmannii Krapov. & W.C.Greg.
- Arachis lignosa (Chodat & Hassl.) Krapov. & W.C.Greg.
- Arachis linearifolia Valls, Krapov. & C.E.Simpson
- Arachis lutescens Krapov. & Rigoni
- Arachis macedoi Krapov. & W.C.Greg.
- Arachis magna Krapov., W.C.Greg. & C.E.Simpson
- Arachis major Krapov. & W.C.Greg.
- Arachis marginata Gardner
- Arachis martii Handro
- Arachis matiensis Krapov., W.C.Greg. & C.E.Simpson
- Arachis microsperma Krapov., W.C.Greg. & Valls
- Arachis monticola Krapov. & Rigoni
- Arachis nitida Valls, Krapov. & C.E.Simpson
- Arachis oteroi Krapov. & W.C.Greg.
- Arachis palustris Krapov., W.C.Greg. & Valls
- Arachis paraguariensis Chodat & Hassl.
- Arachis pflugeae C.E.Simpson, Krapov. & Valls
- Arachis pietrarellii Krapov. & W.C.Greg.
- Arachis pintoi Krapov. & W.C.Greg.
- Arachis porphyrocalyx Valls & C.E.Simpson
- Arachis praecox Krapov., W.C.Greg. & Valls
- Arachis prostrata Benth.
- Arachis pseudovillosa (Chodat & Hassl.) Krapov. & W.C.Greg.
- Arachis pusilla Benth.
- Arachis repens Handro
- Arachis retusa Krapov., W.C.Greg. & Valls
- Arachis rigonii Krapov. & W.C.Greg.
- Arachis schininii Krapov., Valls & C.E.Simpson
- Arachis seridoensis Valls, C.E.Simpson, Krapov. & R.Veiga
- Arachis sesquijuga Valls, L.C.Costa & Custodio
- Arachis setinervosa Krapov. & W.C.Greg.
- Arachis simpsonii Krapov. & W.C.Greg.
- Arachis stenophylla Krapov. & W.C.Greg.
- Arachis stenosperma Krapov. & W.C.Greg.
- Arachis subcoriacea Krapov. & W.C.Greg.
- Arachis submarginata Valls, Krapov. & C.E.Simpson
- Arachis trinitensis Krapov. & W.C.Greg.
- Arachis triseminata Krapov. & W.C.Greg.
- Arachis tuberosa Bong. ex Benth.
- Arachis valida Krapov. & W.C.Greg.
- Arachis vallsii Krapov. & W.C.Greg.
- Arachis veigae S.H.Santana & Valls
- Arachis villosa Benth.
- Arachis villosulicarpa Hoehne
- Arachis williamsii Krapov. & W.C.Greg.